# Roger Cuvillier
Pour les articles homonymes, voir Cuvillier.
Roger Cuvillier, né le 2 juillet 1922 à Lille, et mort le 14 janvier 2019 à Dijon, est un ingénieur opticien français. Il est à l'origine du Pan Cinor, premier zoom à compensation optique.

## Biographie
Diplômé de l’École centrale (promo 1947) et de l'École supérieure d'optique, Roger Cuvillier a fait toute sa carrière à la SOM-Berthiot (devenue SOPELEM en 1965), qu'il a intégrée en 1947.  Il a dirigé la principale usine dijonnaise de l'entreprise jusqu'à sa retraite.

## Histoire du Pan Cinor
La règle était, dans cette entreprise, de débuter par une période de stage permettant d'en découvrir les différents services. C’est dans ces deux années de relative liberté que, sur la suggestion de son ami cinéaste Richard Cornu, Roger Cuvillier résout un problème alors délaissé par la concurrence : réaliser un objectif capable de remplacer à lui seul les trois objectifs des caméras à tourelle de l’époque.
Partant d’un modèle à quatre lentilles — deux plan-convexe, deux plan-concave — et deux tubes coulissants, Roger Cuvillier et son équipe élaborent un prototype optiquement corrigé dont la distance focale peut varier continûment d’un facteur 3 sans déplacement du plan image. Le brevet est déposé en janvier 1949. Il sera commercialisé sous la marque Pan Cinor.
Cet objectif révolutionnaire est présenté en octobre 1950 au Congrès international des techniques de cinéma de Milan. Le succès ne se fait pas attendre. La firme suisse Paillard-Bolex le propose bientôt en série sur ses caméras, qui s'exportent dans le monde entier. La fabrication à grande échelle est lancée dans la petite usine de la rue Nicolas-Berthot à Dijon, qui voit son effectif passer de 80 à 700 salariés. La direction en est confiée au jeune inventeur. La production durera une vingtaine d'années et dépassera les 100 000 exemplaires.
Les objectifs construits selon ce principe sont appelés zooms à compensation optique. Deux groupes de lentilles de même signe et rigidement couplés y sont mobiles par rapport au reste du système, qui est fixe. La partie fixe est constituée d'au moins trois groupes de vergence opposée à celle des groupes mobiles auxquels ils s'intercalent. La combinaison est calculée de façon à rendre la position du foyer image de l'ensemble sensiblement indépendante de la position des groupes mobiles. La mise au point est alors exacte pour quatre valeurs de la focale résultante et correctement approchée en dehors de celles-ci.
De nombreux cinéastes ont adopté le Pan Cinor pour sa commodité et les « effets spéciaux » qu'il permettait, ce qui lui a valu d'être distingué en 1958 par l'Academy of Motion Picture Arts and Sciences. Sans rivaux jusqu’en 1956, les Pan Cinor ont cependant été surpassés en puissance et en perfection par les zooms à compensation mécanique de Pierre Angénieux. Rattrapés par l’industrie japonaise, ils ont (semble-t-il) cessé d'être produits dans les années 1970 pour céder la place à des commandes plus pointues, essentiellement militaires.
En 2016, il avait fait don d'objets optiques historiques au Musée de l'électricité de Saint-Apollinaire (Côte-d'Or).

## Distinctions
- Chevalier de la Légion d'honneur (1999)[13]
- Chevalier de l'ordre des Palmes académiques (1973)

Roger Cuvillier était membre résidant de l'Académie des sciences arts et belles lettres de Dijon (Côte-d'Or)